# لیکسیسناتید
لیکسیسناتید (با نام تجاری Lyxumia در اتحادیه اروپا و Adlyxin در ایالات متحده و توسط سانوفی تولید می شود) یک آگونیست گیرنده پپتید شبه گلوکاگون ۱ است که یک بار در روز برای درمان دیابت نوع ۲ استفاده می شود.